# Izunokuni, Shizuoka
Izunokuni (伊豆の国市 Izunokuni-shi) là một thành phố thuộc tỉnh Shizuoka, Nhật Bản.

## Hình ảnh

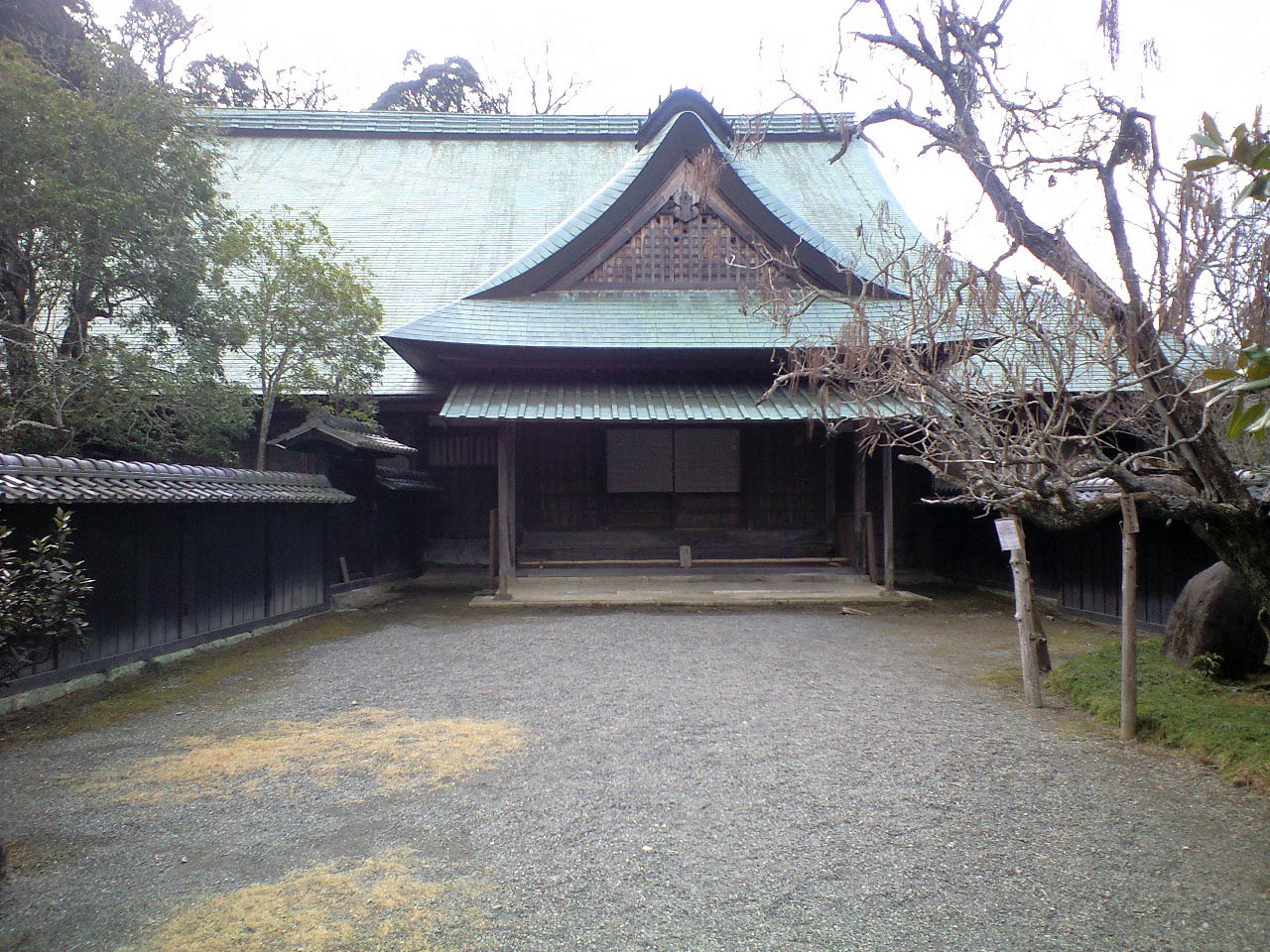
韮山代官所
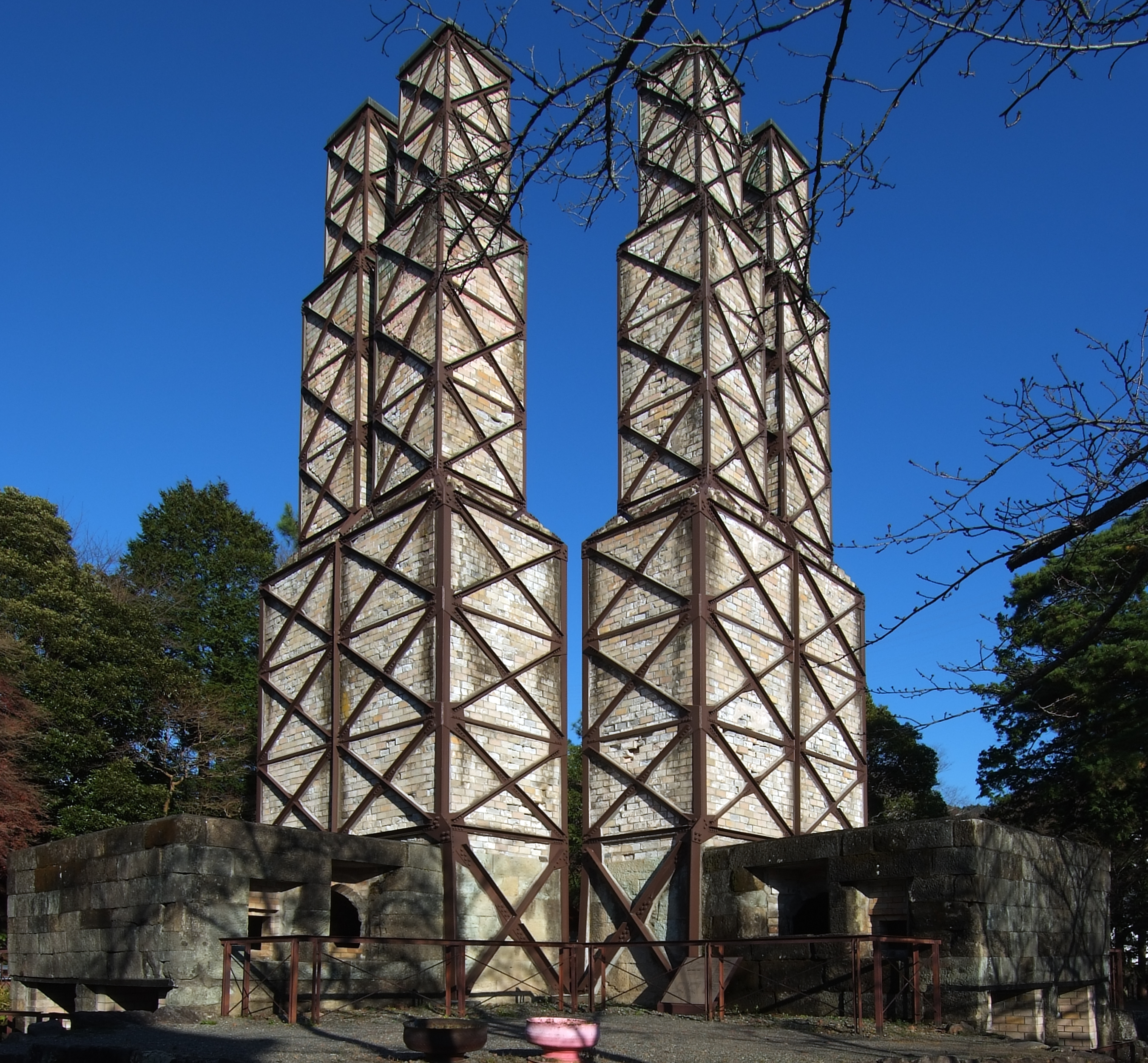
韮山反射炉
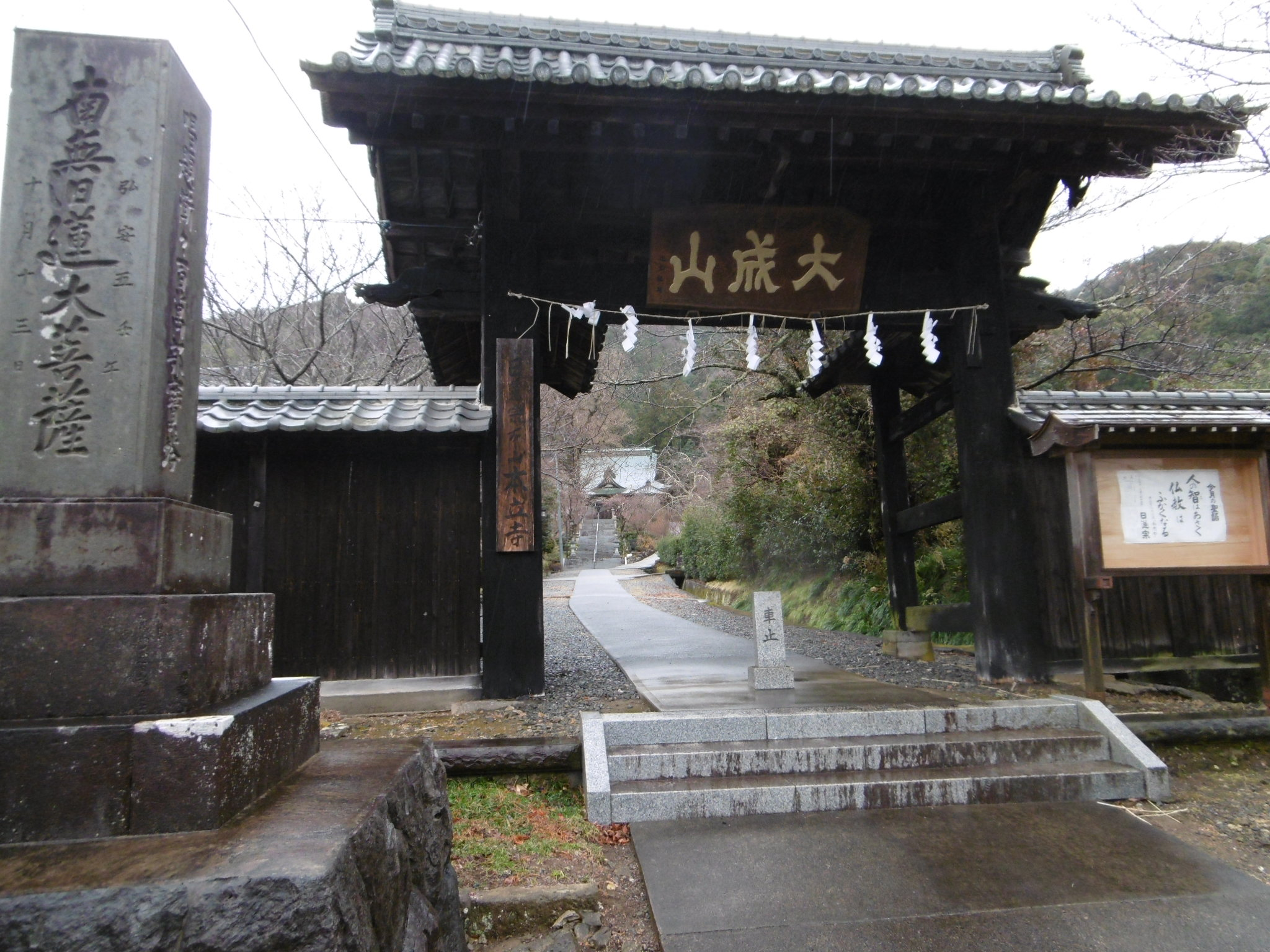
本立寺
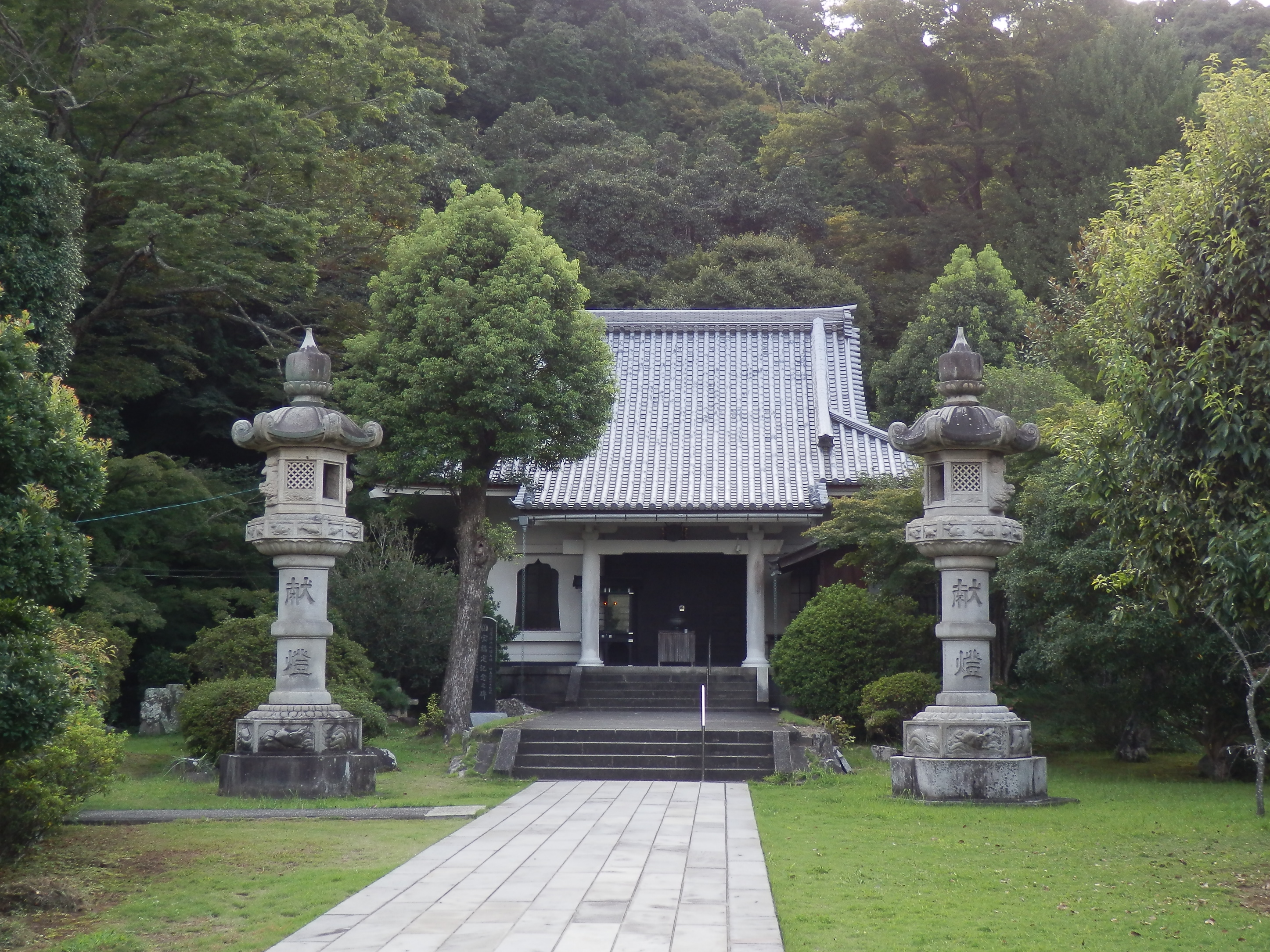
願成就院
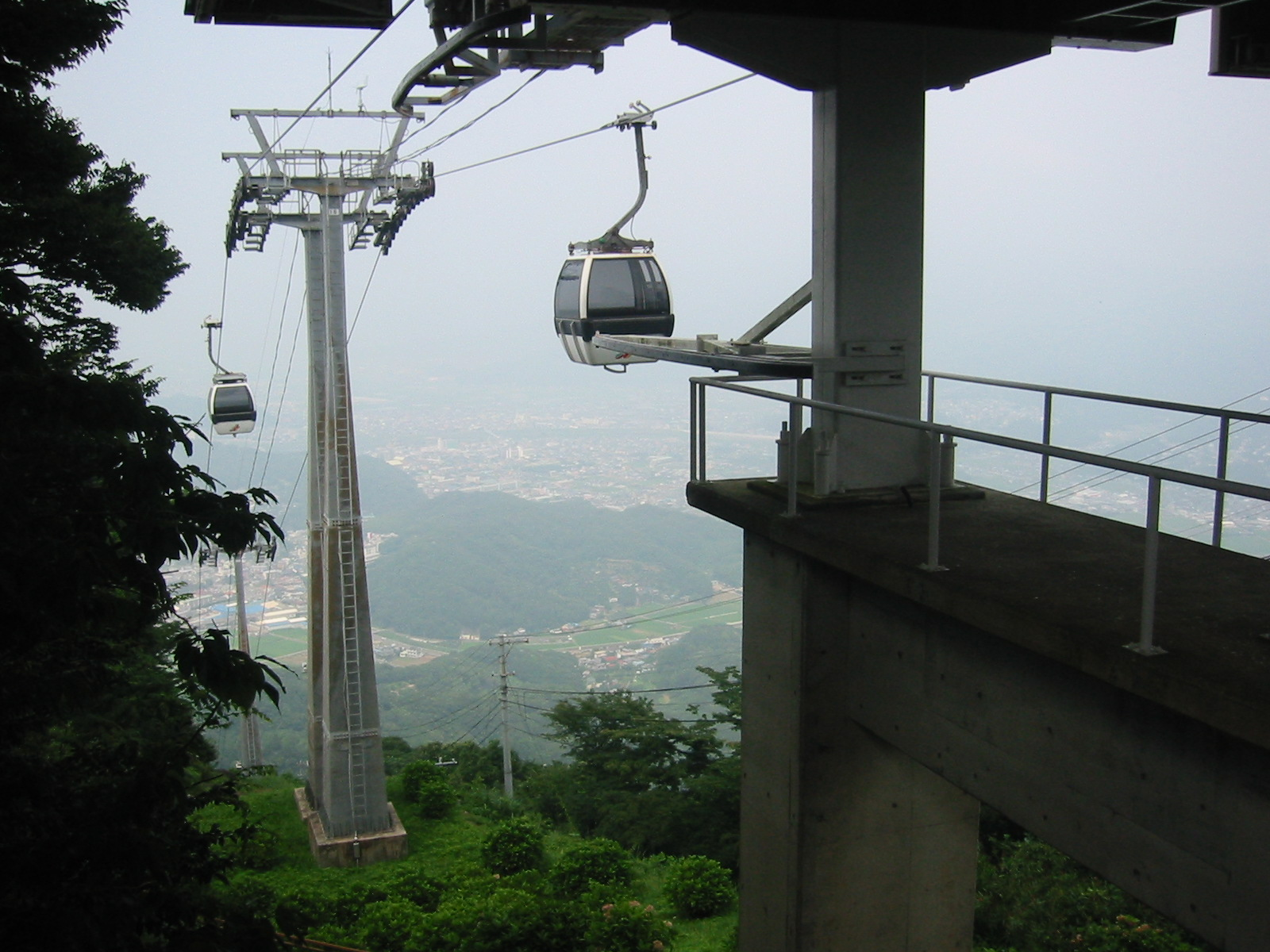
伊豆の国パノラマパーク
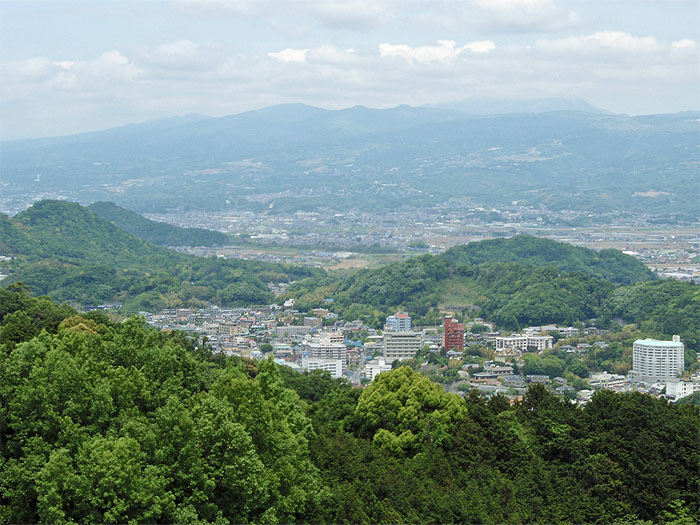
伊豆長岡温泉
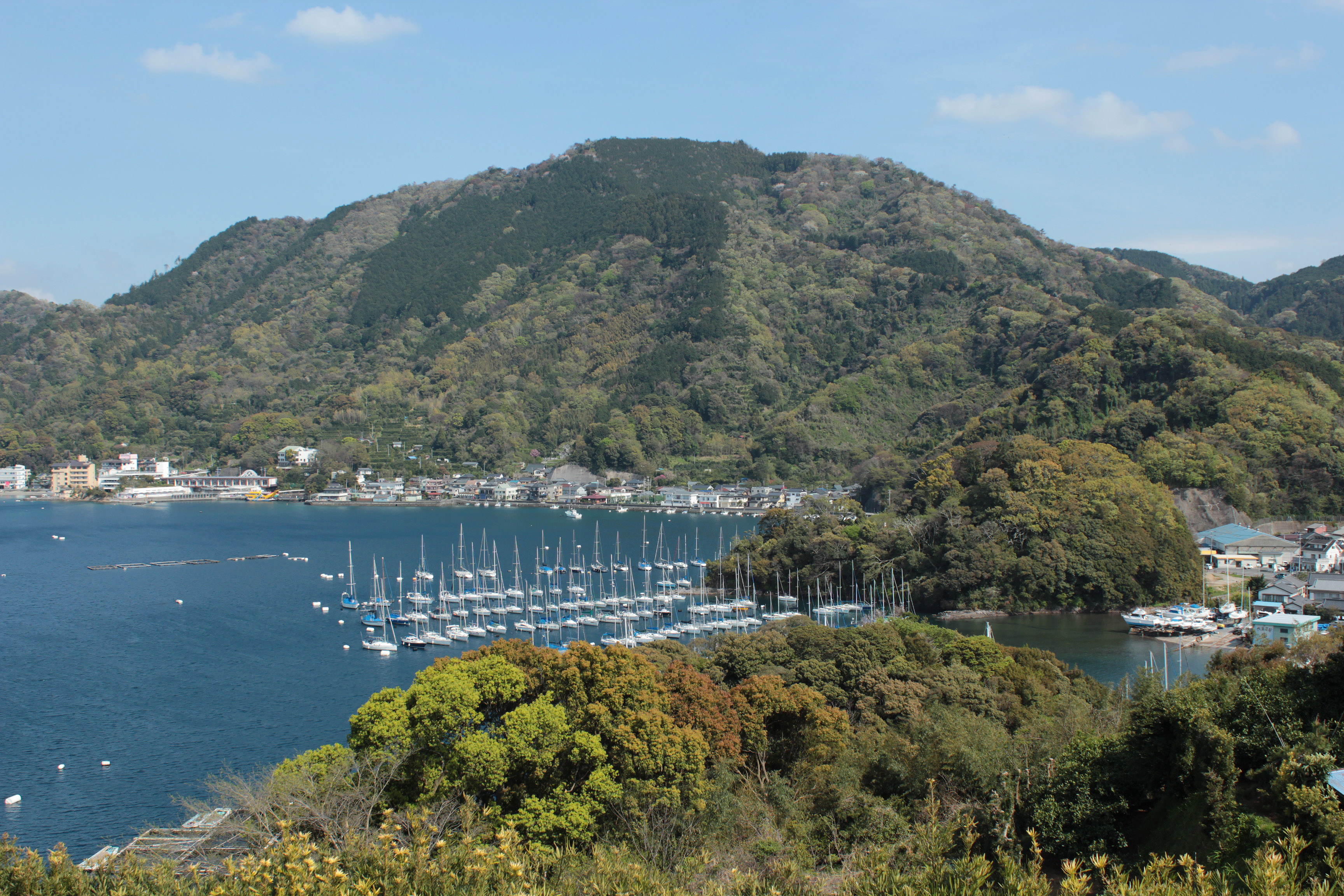
発端丈山
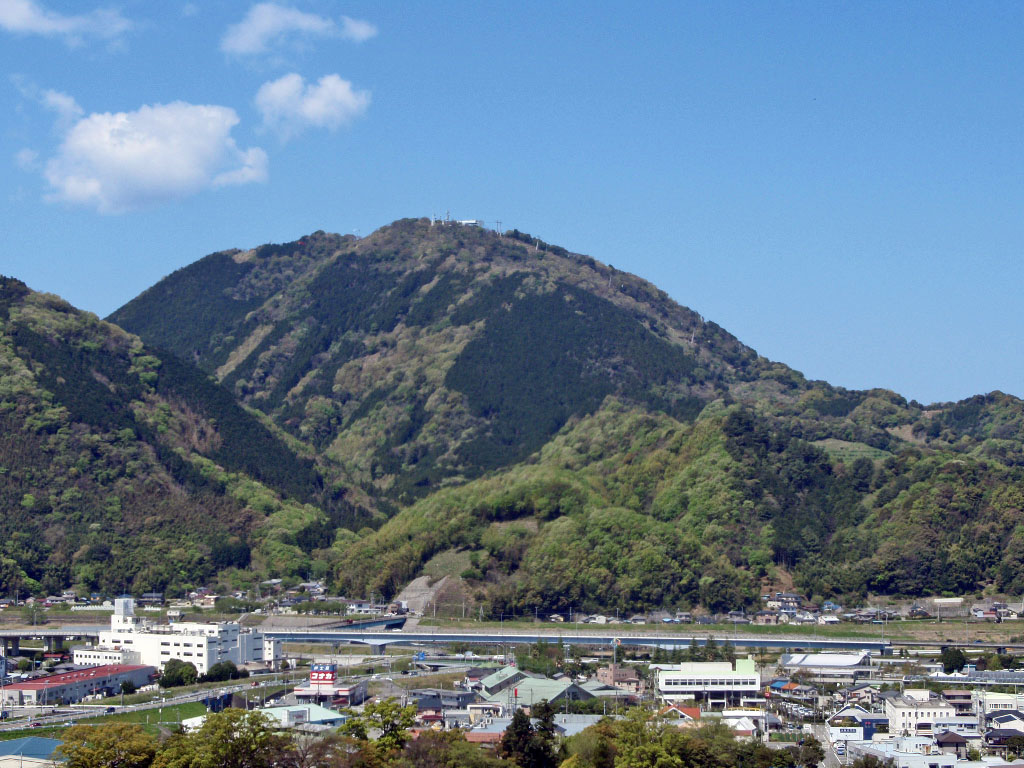
葛城山